# Georgia Southern Eagles

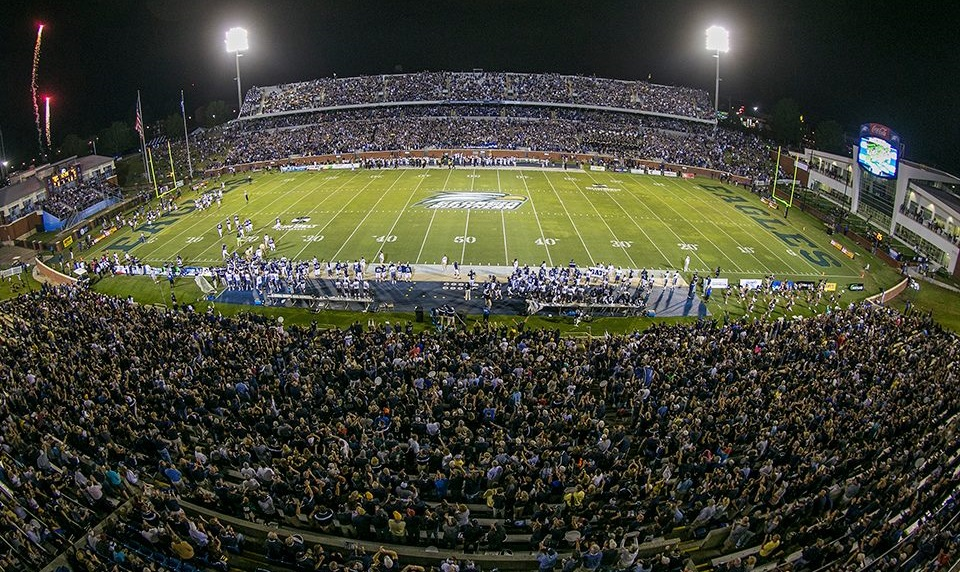
Paulson Stadium.

Georgia Southern Eagles (español: Águilas del Sur de Georgia) es el equipo deportivo de la Universidad Meridional de Georgia, situada en Statesboro, Georgia. Los equipos de los Eagles participan en las competiciones universitarias organizadas por la NCAA, y forman parte de la Sun Belt Conference.

## Programa deportivo
Los Eagles participan en las siguientes modalidades deportivas:
| - Masculino - Baloncesto - Béisbol - Fútbol - Fútbol americano - Golf - Tenis | - Femenino - Atletismo al aire libre - Atletismo cubierta - Baloncesto - Cross - Golf - Fútbol - Natación y saltos - Sóftbol - Tenis - Tiro - Voleibol |

## Fútbol americano
El equipo de fútbol americano es el que más alegrías ha dado a la universidad, al ganar en 6 ocasiones el título nacional de la FCS de la NCAA, el último de ellos en el año 2000. Además, ha sido campeón de la Southern Conference en 8 ocasiones y la Sun Belt Conference en 2014.

## Baloncesto
El equipo de baloncesto ha llegado en tres ocasiones al Torneo de la NCAA, cayendo en todas ellas en la primera ronda. La última vez que logró clasificarse fue en el año 1992. 3 jugadores de los Eagles han jugado en alguna ocasión en la NBA.